# Carlton Bragg
Carlton Edward Bragg Jr (ur. 14 grudnia 1995 w Cleveland) – amerykański koszykarz występujący na pozycjach silnego skrzydłowego lub środkowego, obecnie zawodnik Balikesir Büyükşehir Belediyespor.
W 2013 i 2014 zajął piąte miejsce w turnieju Adidas Nations. W 2015 wystąpił w meczu gwiazd amerykańskich szkół średnich McDonald’s All-American. Został też zaliczony do II składu All-USA Today. W 2016 wziął udział w turnieju Adidas Nations Counselors.
22 września 2020 został zawodnikiem Polskiego Cukru Toruń.
5 sierpnia 2021 dołączył do tureckiego Balikesir Büyükşehir Belediyespor.

## Osiągnięcia
Stan na 6 sierpnia 2021, na podstawie, o ile nie zaznaczono inaczej.
NCAA
- Uczestnik rozgrywek Elite 8 turnieju NCAA (2016, 2017)
- Mistrz:
  - turnieju konferencji Big 12 (2016)
  - sezonu regularnego Big 12 (2016, 2017)
- Zaliczony do składu honorable mention Mountain West (2019)
- Zawodnik tygodnia Mountain West (16.12.2019)

Reprezentacja
- Mistrz uniwersjady (2015)